# Simning vid olympiska sommarspelen 1928

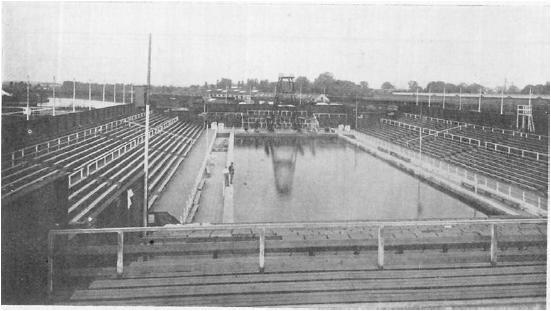
Olympisch Zwembad under 1928.

Simningen vid olympiska sommarspelen 1928 i Amsterdam bestod av elva grenar, sex för män och fem för kvinnor, och hölls mellan den 4 och 11 augusti 1928 i en tillfälligt uppbyggd simstadium. Antalet deltagare var 182 tävlande från 28 länder.

## Medaljfördelning
| Pl. | Nation         | Guld | Silver | Brons | Totalt |
| --- | -------------- | ---- | ------ | ----- | ------ |
| 1   | USA            | 6    | 2      | 3     | 11     |
| 2   | Nederländerna  | 1    | 2      | 0     | 3      |
| 3   | Japan          | 1    | 1      | 1     | 3      |
| 3   | Tyskland       | 1    | 1      | 1     | 3      |
| 5   | Sverige        | 1    | 0      | 1     | 2      |
| 6   | Argentina      | 1    | 0      | 0     | 1      |
| 7   | Storbritannien | 0    | 2      | 2     | 4      |
| 8   | Australien     | 0    | 2      | 0     | 2      |
| 9   | Ungern         | 0    | 1      | 0     | 1      |
| 10  | Filippinerna   | 0    | 0      | 1     | 1      |
| 10  | Kanada         | 0    | 0      | 1     | 1      |
| 10  | Sydafrika      | 0    | 0      | 1     | 1      |

## Medaljörer

### Damer
| Gren                         | Guld                                                                  | Silver                                                            | Brons                                                                      |
| 100 m frisim Detaljer...     | Albina Osipowich USA                                                  | Eleanor Garatti USA                                               | Joyce Cooper Storbritannien                                                |
| 400 m frisim Detaljer...     | Martha Norelius USA                                                   | Marie Braun Nederländerna                                         | Josephine McKim USA                                                        |
| 100 m ryggsim Detaljer...    | Marie Braun Nederländerna                                             | Ellen King Storbritannien                                         | Joyce Cooper Storbritannien                                                |
| 200 m bröstsim Detaljer...   | Hilde Schrader Tyskland                                               | Mietje Baron Nederländerna                                        | Charlotte Mühe Tyskland                                                    |
| 4 x 100 m frisim Detaljer... | USA Eleanor Garatti Adelaide Lambert Martha Norelius Albina Osipowich | Storbritannien Joyce Cooper Ellen King Cissie Stewart Iris Tanner | Sydafrika Marie Bedford Freddie van der Goes Rhoda Rennie Kathleen Russell |

### Herrar
| Gren                         | Guld                                                           | Silver                                                         | Brons                                                         |
| 100 m frisim Detaljer...     | Johnny Weissmuller USA                                         | István Bárány Ungern                                           | Katsuo Takaishi Japan                                         |
| 400 m frisim Detaljer...     | Alberto Zorrilla Argentina                                     | Boy Charlton Australien                                        | Arne Borg Sverige                                             |
| 1500 m frisim Detaljer...    | Arne Borg Sverige                                              | Boy Charlton Australien                                        | Buster Crabbe USA                                             |
| 100 m ryggsim Detaljer...    | George Kojac USA                                               | Walter Laufer USA                                              | Paul Wyatt USA                                                |
| 200 m bröstsim Detaljer...   | Yoshiyuki Tsuruta Japan                                        | Erich Rademacher Tyskland                                      | Teófilo Yldefonso Filippinerna                                |
| 4 x 200 m frisim Detaljer... | USA Austin Clapp George Kojac Walter Laufer Johnny Weissmuller | Japan Nobuo Arai Tokuhei Sada Katsuo Takaishi Hiroshi Yoneyama | Kanada Garnet Ault Munroe Bourne Walter Spence James Thompson |